# يوليوس جيبكينز
كان يوليوس إي إف غيبكنز (بالألمانية: Julius Gipkens)‏ (16 فبراير 1883 - 1968  ) رسامًا ومصمم رسوميات ألمانيً.

## النشأة والمهنية
ولد يوليوس جيبكينز في هانوفر، ألمانيا.   ساهم في Sachplakat النمط (Plakatstil). انتقل غيبكنز إلى برلين وبدأ العمل. إلى جانب لوسيان بيرنهارد، كان هانز رودي إردت وجوليوس كلينغر يعملان بموجب عقد حصري مع شركة Hollerbaum & Schmidt.  صنع ملصقات لألمانيا خلال الحرب العالمية الأولى. بعد الحرب، أنشأ رسومات توضيحية لشركات الإعلان والتصميم والصحف. هاجر إلى الولايات المتحدة في عام 1933.

## أعمال بارزة
المحارف:
الأدميرال (1906) 
الأدميرال هالبفيت (1906) 
فيمينا (1913) 
مهيب (1914) 

## الموت والإرث
توفي في مدينة نيويورك.  تعرض أعماله في مجموعات مكتبة الكونغرس ومتحف فيكتوريا وألبرت. 